# Viminella verrucosa
Viminella verrucosa is een zachte koraalsoort uit de familie Ellisellidae. De koraalsoort komt uit het geslacht Viminella. Viminella verrucosa werd in 1910 voor het eerst wetenschappelijk beschreven door Simpson. 